# Aulanerk
Dans la mythologie inuit, Aulanerk est une déité de l'eau, qui règne sur la marée, les vagues et la joie. Il est toujours nu et vit sous les eaux, ses mouvements dans l'océan étant la raison pour laquelle celle-ci est en mouvement. En effet, il a perpétuellement froid et de ses frissons naissent les vagues.

## Dans la culture populaire
- Aulanerk apparait sur une des cartes du jeu de cartes à collectionner Deus paru en 1996, il s'agit plus précisément de la carte 166 Aulanerk dans la série des Eskimaux[2].

## Sources
- Andrews, Tamra : Dictionnary of Nature Myths, 15, 223 (2000)
- Rose, Carol : Spirits, Fairies, Leprechauns and Goblins, 25-6 (1998)